# Macroglossum albibase
Macroglossum albibase är en fjärilsart som beskrevs av Rothschild 1905. Macroglossum albibase ingår i släktet Macroglossum och familjen svärmare. Inga underarter finns listade i Catalogue of Life.